# Lëvizja Vetëvendosje!
Lëvizja Vetëvendosje! oder kurz Vetëvendosje! (Kurzbezeichnung: LVV bzw. VV; albanisch für „Bewegung Selbstbestimmung!“ bzw. „Selbstbestimmung!“) ist eine politisch linke Partei im Kosovo. Sie tritt für ein Referendum zur Vereinigung mit Albanien ein, ihr wichtigstes Anliegen aber ist die Demokratisierung des Landes und damit einhergehend der Kampf gegen die Korruption. Die Partei entstand als Bürgerrechtsbewegung und ist inzwischen die größte Partei des Landes. Im Februar 2021 gewann sie mit großem Abstand die Parlamentswahlen und führt seitdem die Regierungskoalition an.
VV wurde 2004 gegründet. Bei der Parlamentswahl im Kosovo 2010/2011 nahm sie zum ersten Mal als politische Partei teil und zog in das kosovarische Parlament ein. Bei den Kommunalwahlen 2013 verzeichnete Vetëvendosje in der Hauptstadt Pristina mit der Wahl ihres Bürgermeisterkandidaten Shpend Ahmeti den ersten Erfolg auf lokaler Ebene. Bei der Parlamentswahl 2019 wurde sie mit 26,3 % stärkste Kraft und stellte von Februar 2020 bis zum Scheitern der Regierungskoalition mit der LDK im März 2020 mit Albin Kurti erstmals den Premierminister. Bei den Neuwahlen 2021 gelang der Partei das beste Ergebnis, das eine Partei im Kosovo jemals erreicht hatte, und stellt mit Albin Kurti erneut den Regierungschef.

## Forderungen
Die VV fordert eine völlige Unabhängigkeit des Kosovo ohne internationale Kontrolle oder ethnisch orientierte Dezentralisierung, wie sie im Ahtisaari-Plan vorgesehen ist. Die Souveränität sollte allein beim kosovarischen Volk liegen. Vor allem gegen die Korruption im Land will die VV vorgehen. Verhandlungen mit der serbischen Regierung über den Status der von ethnischen Serben dominierten nördlichen Gemeinden Kosovos lehnt sie ab und will stattdessen mit letzteren direkt den Dialog führen. Sie ist für den Beitritt des Kosovo in die Europäische Union und in die NATO.

## Aktivitäten als Bürgerinitiative
Vorläufer von Vetëvendosje war das Kosovo Action Network (KAN), das 1997 von der US-amerikanischen Schriftstellerin Alice Mead und internationalen Aktivisten zur Unterstützung protestierender Studenten und Bürgerinitiativen gegen die diktatorische Herrschaft Serbiens im Kosovo gegründet worden war. Einer der Anführer der Studentenproteste war Albin Kurti. Unter seiner Führung entstand aus dem internationalen Unterstützernetzwerk 2003 eine in Kosovo ansässige Organisation einheimischer Aktivisten. Aus dieser ging 2005 die Lëvizja Vetëvendosje hervor.

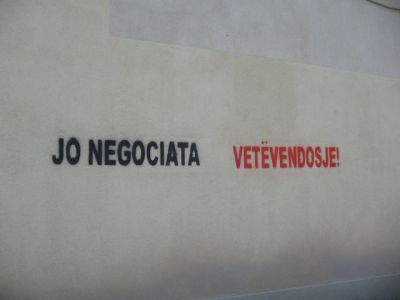
Schablonengraffito „Keine Verhandlungen – Selbstbestimmung!“, 2005

Seit August 2005 verbreitete Vetëvendosje per Graffiti, Flugblättern und Protestaktionen im Kosovo ihre Parole Jo Negociata – Vetëvendosje! (deutsch Keine Verhandlungen – Selbstbestimmung!), die sich gegen die Verhandlungen über einen neuen Status des Kosovo richtete. Fahrzeuge der UNMIK mit der Aufschrift UN wurden durch Aufsprühen zu FUND (deutsch Ende) oder zu TUNG (deutsch Tschüss) erweitert. Das Akronym UNMIK wurde auf Albanisch mit Unë Nuk Merrem me Interesat të Kosovës (deutsch Ich befasse mich nicht mit den Interessen des Kosovo) wiedergegeben. Im Herbst 2006 verteilten die Aktivisten von Vetëvendosje ein fingiertes Flugblatt an das UNMIK-Personal mit dem Titel Zehn Merksätze für die Evakuierung. Im November 2006 mobilisierten sie mehrere tausend Jugendliche, die das UNMIK-Hauptquartier in Pristina belagerten; die Blockierer mussten von der Polizei vertrieben werden.
Die Bewegung rekrutierte ihre Anhängerschaft vorwiegend unter jungen Kosovo-Albanern. Nach einer Umfrage des UNDP im Jahr 2006 waren rund fünfzehn Prozent der Kosovo-Albaner bereit, die Aktivitäten der Organisation voll und ganz zu unterstützen und sich ihr anzuschließen. Die Organisation hatte im Jahr 2007 eigenen Angaben zufolge 18 Zentren im Kosovo, zählte tausend Aktivisten und 10.000 Spender.

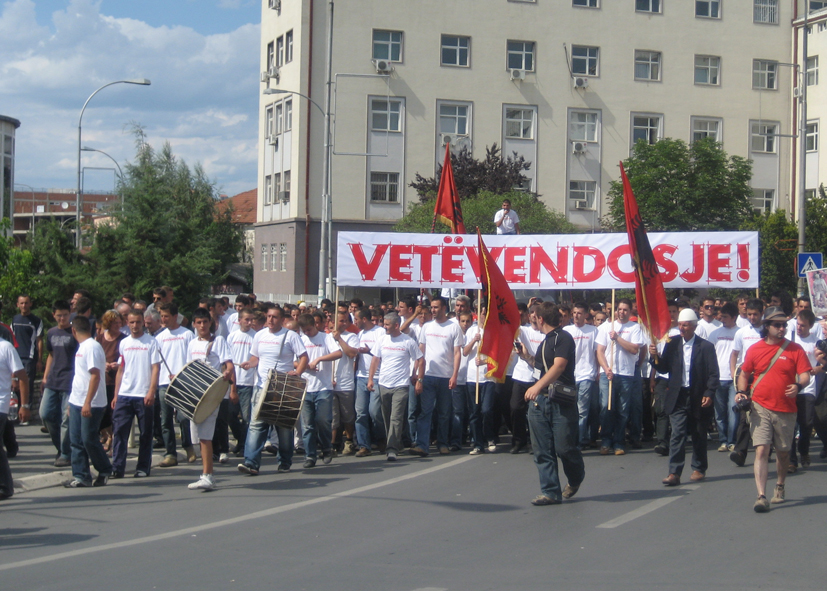
Protestaktion der Bewegung am 30. Juni 2007

Nachdem der UN-Gesandte Martti Ahtisaari seinen Plan für die Zukunft des Kosovo vorgestellt hatte, rief Vetëvendosje zu Protestdemonstrationen auf. Bei der Demonstration am 10. Februar 2007 kam es zu gewaltsamen Auseinandersetzungen mit der Polizei. Dabei wurden zwei Demonstranten getötet und über 80 verletzt. Die zwei Männer starben an Hartgummigeschossen, welche UN-Polizeieinheiten in die Menge feuerten. Kosovarische Menschenrechtsorganisationen und selbst die UNO kritisierten den Einsatz der Polizei als unverhältnismäßig. Amnesty International bezeichnete den Einsatz der UNMIK als „nicht korrekt“. Albin Kurti wurde daraufhin verhaftet und war für fünf Monate in Haft und für fünf weitere Monate in Hausarrest. Die drei Anklagepunkte der UNMIK waren: Führung der Menschenmasse, die strafbare Taten durchgeführt haben sollte; Aufruf zum Widerstand und Störung der polizeilichen Maßnahmen am 10. Februar 2007. Nach dem sechsten Gerichtsprozess wurde er vorerst freigesprochen, als am 15. Februar 2010 der Prozess mit dem ersten Anklagepunkt wieder aufgenommen wurde. Die zwei weiteren wurden fallen gelassen. Diesmal wurde er von der Rechtsstaatlichkeitsmission der Europäischen Union im Kosovo (kurz EULEX) geleitet. Kurti stritt die Anklage ab und erkannte die EULEX-Richter und seinen von der EULEX-Mission zur Verfügung gestellten Anwalt nicht an. Im Juni 2010 wurde er dann zu neun Monate Haft verurteilt. Nach dem Urteil wurde er aber wieder auf freien Fuß gesetzt, da er bereits elf Monate in Untersuchungshaft abgesessen hatte.

## Vetëvendosje als politische Partei

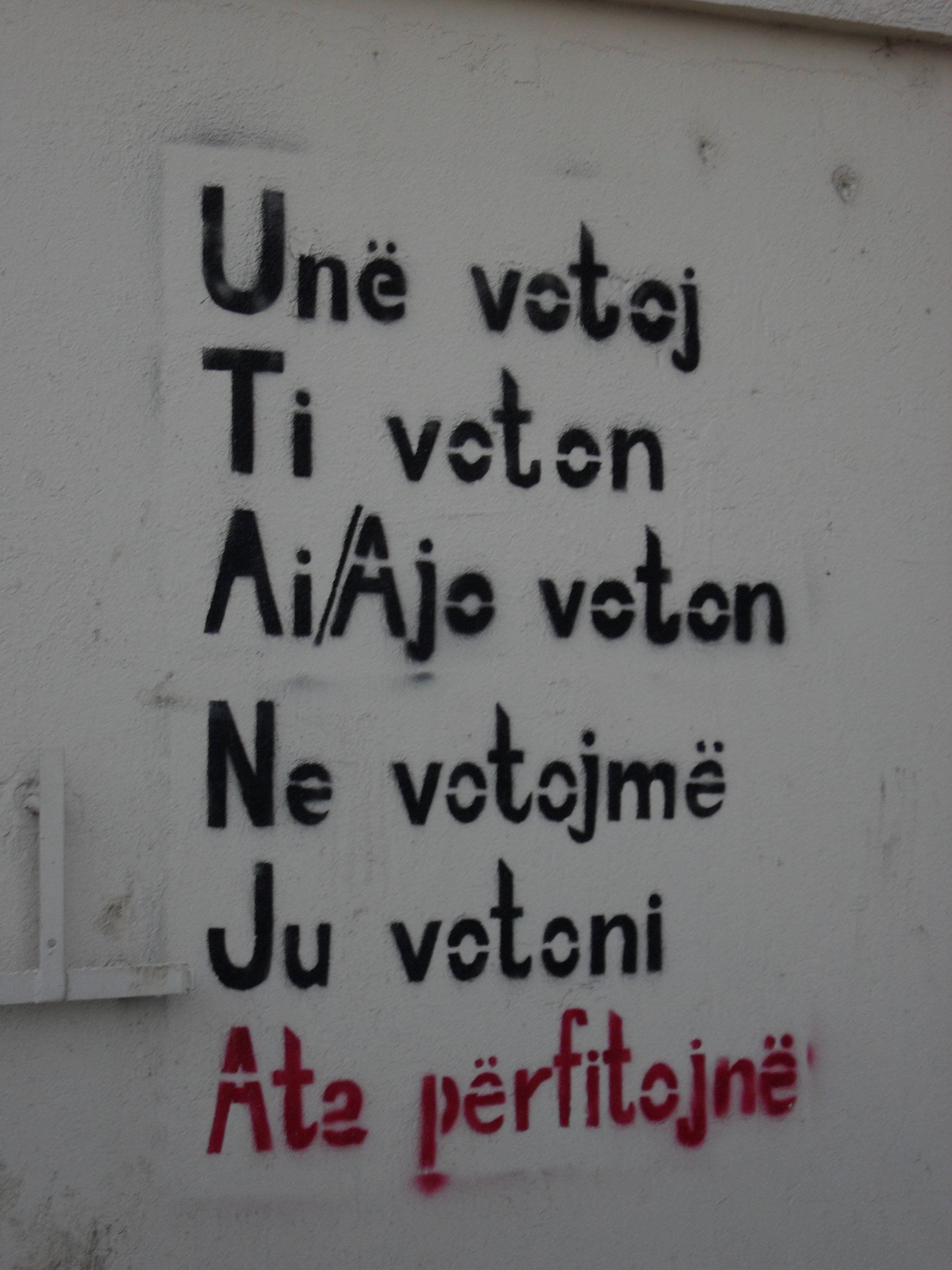
„Ich wähle, du wählst, er/sie wählt, wir wählen, ihr wählt, sie profitieren“ – Schablonengraffito in Pristina (2010)

Bei den Parlamentswahlen im Kosovo 2010/2011 nahm die Bürgerrechtsbewegung erstmals als Partei teil, wobei sie sich selbst nicht als solche bezeichnen will. Sie erlangte 14 von 100 möglichen Sitzen (20 weitere sind für die Minderheiten reserviert). Nach der Regierungsbildung Ende Februar ging sie zusammen mit anderen Parteien in die Opposition. Bei der Präsidentenwahl nahm sie beim dritten und letzten Anlauf nicht teil und verließ die Sitzung mit der Begründung, dass Behgjet Pacolli sich persönlich wie auch politisch nicht als Präsident des Landes eigne.
Am 31. März 2011 fusionierten VV und die junge Partei Fryma e Re („Neuer Geist“), die bei den Parlamentswahlen nur auf zwei Prozent der Stimmen kam und nicht im Parlament vertreten war. Nach dem Rücktritt des Präsidenten Behgjet Pacolli am 30. März 2011 schlug Vetëvendosje Adem Demaçi als Staatspräsidenten vor. Gewählt wurde am 7. April dann Atifete Jahjaga. Bei der Präsidentschaftswahl nahm VV nicht teil. Die Kandidatin ging aus einer Vereinbarung der PDK, LDK und AKR hervor. Nach der Vereinbarung hängte VV vor dem Regierungsgebäude in Prishtina Plakate mit der Aufschrift Welcome to the Banana Republic auf.
Im Januar 2012 versuchten Aktivisten der Vetëvendosje, die zwei wichtigsten Grenzübergänge zwischen Kosovo und Serbien zu blockieren. Bei den Protesten wurden 13 Polizisten verletzt und 50 Protestler, darunter der Vizevorsitzende und zwei Abgeordnete der Vetëvendosje, festgenommen. Im Oktober 2012 versuchten mehrere hundert Protestierende unter Führung der Vetëvendosje, das Parlament und den Regierungssitz des Kosovo zu stürmen. Sie wollten so die Aufnahme von Verhandlungen zwischen Kosovo und Serbien verhindern.
Ende Februar 2015 wurde Visar Ymeri der neue Parteivorsitzende. Er trat als einziger Kandidat zur Wahl des Vorsitzenden an und wurde mit über 96 % von den Parteimitgliedern gewählt. Damit trat er die Nachfolge des Parteigründers Albin Kurti an. Bei der Parlamentswahl 2017 legte Vetëvendosje deutlich zu und wurde mit 27,5 % der Stimmen und 32 der 120 Sitze stärkste Partei. Gegenüber 2014 verdoppelte die VV ihre Stimmen von 99.397 auf mehr als 200.135. Damit erreichte sie 27,49 % der Gesamtstimmen und stellt 32 der 120 Parlamentsabgeordneten. Noch stärker war jedoch die „PANA-Koalition“ aus PDK, AAK und Nisma. Diese bildete anschließend zusammen mit der AKR und Parteien der ethnischen Minderheiten die Regierung unter Ramush Haradinaj, während die Lëvizja Vetëvendosje in die Opposition ging. Im Januar 2018 übernahm erneut Kurti den Parteivorsitz. Vetëvendosje-Abgeordnete setzten im Parlament wiederholt Tränengas und Rauchbomben ein, um die Abstimmung über ein Grenzabkommen mit Montenegro zu verhindern. Im März 2018 spaltete sich die Vetëvendosje-Fraktion: 12 der 32 Abgeordneten verließen sie aus Protest gegen Kurtis autoritären Führungsstil und radikale Methoden.
Dennoch führte Kurti die Partei bei den Parlamentswahlen 2019 zu neuen Erfolgen – Vetëvendosje wurde mit 26,3 % der Stimmen und 29 der 120 Sitze die stärkste Partei im Parlament. An der Spitze einer Koalition aus Vetëvendosje, der konservativen LDK und der Serbischen Liste wurde Kurti im Februar 2020 zum Premierminister gewählt. Die Koalition zerbrach jedoch bereits im März 2020 aufgrund von Differenzen beim Umgang mit der COVID-19-Pandemie. Im Juni 2020 bildete der bisherige stellvertretende Premierminister Avdullah Hoti von der LDK eine Regierung ohne die Lëvizja Vetëvendosje, die folglich wieder die Opposition führte. Zu den vorgezogenen Parlamentswahlen im Februar 2021 schloss sich Vetëvendosje mit der Initiative Guxo! der aus der LDK ausgetretenen Parlamentspräsidentin Vjosa Osmani zusammen. Die gemeinsame Liste erzielte sie mit 50,3 % der abgegebenen Stimmen und 58 Parlamentssitzen das höchste Wahlergebnis, das eine Partei im Kosovo je erreicht hat. Kurti wurde anschließend erneut zum Premierminister gewählt.

## Politisches und publizistisches Umfeld
Publizistische Unterstützung erhält die Bewegung von der kosovarischen Tageszeitung Epoka e Re (deutsch „Neues Zeitalter“). Vetëvendosje betreibt seit Juli 2005 den Radiosender Përballja („Gegenüberstellung“).

## Einschätzungen
Der Deutschlandfunk wies 2007 darauf hin, dass Vetëvendosje die Forderung nach sofortiger Unabhängigkeit mit sozialen Themen und hier insbesondere mit der Situation junger Kosovaren verknüpfe. 

„Jährlich treten zehntausende junge Kosovaren neu auf den Arbeitsmarkt, der nur den wenigsten eine reguläre Beschäftigung bieten kann. Es ist eine Generation, die mit ansehen musste, wie sich Kriegshelden in korrupte Politiker und Geschäftsleute verwandeln und die sich auf der anderen Seite fragt, welche Berechtigung die riesigen Gehälter der Internationalen eigentlich haben, wenn es sieben Jahre nach Kriegsende noch nicht einmal ein funktionierendes Stromnetz gibt.“

„Mit ihren Aktionen habe sich Vetëvendosje zur einzigen wirklichen Opposition in Kosovo entwickelt. Und als solche wird sie von der Regierung und der UN-Verwaltung zunehmend ernst genommen.“

## Außerkosovarische Sektionen
Die erste ausländische Vertretung wurde in Dortmund 2005 gegründet. Weitere Zweigstellen befinden sich weltweit, u. a. in London, Brüssel, Tirana, Kopenhagen, Stockholm, Izmir, Zürich, Genf, Berlin, Stuttgart und Oslo.
Mit den ähnlichen Organisationen MJAFT! (Albanien) und Zgjohu! (Nordmazedonien) arbeitet Vetëvendosje im Rrjeti i Organizatave Shqiptare (RrOSH) „Netzwerk albanischer Organisationen“ zusammen.